# Coke County
Coke County je okres ve státě Texas v USA. K roku 2010 zde žilo 3 320 obyvatel. Správním městem okresu je Robert Lee. Celková rozloha okresu činí 2 404 km².